# Elecciones generales de Singapur de 2006
Las elecciones generales de Singapur de 2006 se celebraron el sábado 6 de mayo del mencionado año para configurar el 11.º Parlamento, que ejercería sus funciones desde el 2 de noviembre de 2006 hasta, a más tardar, 2011. Se realizaron luego de la disolución anticipada de la legislatura anterior el 20 de abril por parte del presidente Sellapan Ramanathan por petición del primer ministro Lee Hsien Loong, cuando la convocatoria podría haber tenido lugar a más tardar el 25 de marzo de 2007. Fueron las decimoterceras elecciones generales desde la instauración del sufragio universal y las décimas desde la independencia del país asiático. La nominación de candidatos tuvo lugar el 27 de abril, por lo que la campaña duró nueve días.
Por primera vez en la historia electoral de Singapur, se permitió a los ciudadanos singapurenses residentes en el extranjero emitir sufragio. El Departamento de Elecciones había completado su revisión de los Registros y los puso a disposición para inspección pública del 17 de enero al 30 de enero de 2006. Más de la mitad de los votantes registrados había nacido después de la independencia en 1965.
Estos serían los primeros comicios que debía enfrentar el gobierno de Lee Hsien Loong, primer ministro asumido en 2004 tras el retiro de Goh Chok Tong. El gobernante y hegemónico Partido de Acción Popular (PAP), en el poder desde 1959, se aseguró 37 escaños el día de la nominación después de que la oposición no presentara candidatos en siete circunscripciones. Sin embargo, por primera vez desde las elecciones de 1988, el PAP no pudo asegurarse una mayoría absoluta por medio de elecciones incontestadas y la oposición disputó más de la mitad de los escaños. Además del PAP, solo tres partidos presentaron candidaturas, el Partido de los Trabajadores (WP), encabezado por Low Thia Khiang; la Alianza Democrática de Singapur (SDA), encabezada por Chiam See Tong (entonces líder de la Oposición) y el Partido Demócrata de Singapur (SDP), encabezado por Chee Soon Juan. La elección marcó el comienzo de un incremento en la cantidad de escaños disputados hasta que, en 2015, se celebraran elecciones finalmente en todas las circunscripciones. Asimismo, la campaña electoral mostró un fortalecimiento del apoyo a los partidos opositores, con elevada asistencia a sus concentraciones públicas.
El PAP retuvo con éxito su abrumadora mayoría parlamentaria con 44 de los 47 escaños disputados (82 de los 84 totales) y un 66,61% del voto popular. El WP, que había perdido muchos votos ante la SDA en las anteriores elecciones, logró recuperar terreno y volver a convertirse en el principal partido de la oposición con el 16,34% y manteniendo su bastión en la circunscripción uninominal (SMC) de Hougang con Low como candidato, mientras que la elevada cantidad de votos obtenida en la circunscripción de representación grupal (GRC) de Aljunied (43,91%) le bastó para consolidar a Sylvia Lim como Miembro del Parlamento No Circunscripcional (NCMP). La SDA retuvo el escaño de Chiam en la SMC de Potong Pasir, pero perdió su escaño de NCMP a manos del WP. El SDP logró el 4,09% de los votos y no logró imponerse en ninguna circunscripción. La participación fue del 94,00% del electorado registrado.

## Convocatoria y sistema electoral
El Parlamento que surgiría de las elecciones de 2006 estaría compuesto por 84 escaños directamente elegidos. Nueve de estos serían elegidos en circunscripciones uninominales (en inglés: Single Member Constituencies o SMC), mientras que los otros setenta y cinco serían elegidos en circunscripciones de representación grupal (Group Representation Constituencies o GRC). Las SMC son representadas por un solo parlamentario cada una, elegido por simple mayoría de votos. Las GRC, por su parte, serían representadas por entre cinco y seis parlamentarios elegidos por medio de voto en bloque, al menos uno de los cuales debía pertenecer a las comunidades minoritarias malaya, india u otra. Las personas que deseen presentar candidaturas en una GRC deben ser miembros de un partido político o configurar una candidatura grupal independiente. El voto es obligatorio y la edad mínima para votar es de veintiún años. Para las elecciones de 2006, hubo un total de 2.158.439 votantes registrados a nivel nacional.
Por primera vez en la historia electoral de la nación asiática, los singapurenses residentes en el extranjero pudieron votar en los centros de votación designados ubicados dentro de las Altas Comisiones, Embajadas o Consulados de Singapur en otros países. Para calificar para votar en el extranjero, deben haber residido en Singapur por un total de dos de los últimos cinco años, o haber estado en el extranjero por razones de empleo o educación relacionadas con el gobierno de Singapur. Hubo ocho mesas de votación en el extranjero, en las ciudades de Tokio, Canberra, Pekín, Shanghái, Hong Kong, Londres, Washington D. C. y San Francisco. Un total de 1.017 singapurenses se habían inscrito para votar en el extranjero antes del 22 de marzo de 2006, aunque solo 558 votaron, ya que el resto se registró en una circunscripción donde la elección fue incontestada.
Para esta elección, el depósito para cada candidato se estableció en 13,500 dólares singapurenses (aproximadamente USD 8,590), que era aproximadamente el 8% del salario anual total para un miembro del parlamento en el año anterior. El reglamento de las elecciones establece que el depósito se perderá si el candidato en cuestión no obtiene al menos un octavo de los votos (12,50%).

## Cronograma
| Date                    | Event                                                             |
| ----------------------- | ----------------------------------------------------------------- |
| 3 de marzo              | Publicación del informe de Límites Electorales                    |
| 3 de marzo              | Certificación del Registro de Electores                           |
| 20 de abril             | Disolución del 10.º Parlamento, se emite convocatoria electoral   |
| 23 de abril             | Fecha límite de presentación de certificados de donación política |
| 27 de abril             | Día de la Nominación                                              |
| 27 de abril - 5 de mayo | Período de campaña                                                |
| 29 de abril             | Primera transmisión en vivo de propaganda partidaria              |
| 4 de mayo               | Segunda transmisión en vivo de propaganda partidaria              |
| 6 de mayo               | Jornada electoral                                                 |
| 10 de mayo              | Conteo de votos en el extranjero                                  |
| 30 de mayo              | Reunión el 11.º Parlamento                                        |
| 2 de noviembre          | Apertura de sesiones del 11.º Parlamento                          |

## Partidos políticos contendientes
| Partido | Partido                               | Líder           | Fundación | Escaños (2001) |
| ------- | ------------------------------------- | --------------- | --------- | -------------- |
|         | Partido de Acción Popular (PAP)       | Goh Chok Tong   | 1954      | 81/84          |
|         | Alianza Democrática de Singapur (SDA) | Chiam See Tong  | 2001      | 2/84           |
|         | Partido de los Trabajadores (WP)      | Low Thia Khiang | 1957      | 1/84           |
|         | Partido Demócrata de Singapur (SDP)   | Chee Soon Juan  | 1980      |                |

## Resultados

### Resultados general
|  | 66.61 % |

|  | 66.61 % |

|  | 16.34 % |

|  | 38.43 % |

|  | 12.96 % |

|  | 32.52 % |

|  | 4.09 % |

|  | 23.23 % |

|  | 97.68 % |

|  | 2.32 % |

|  | 100.00 % |

|  | 94.00 % |

|  | 56.65 % |

|  | 43.35 % |

|  | 100.00 % |

### Resultado por circunscripción
|  | 77.18 % |

|  | 22.82 % |

|  | 96.91 % |

|  | 3.09 % |

|  | 60.37 % |

|  | 39.63 % |

|  | 97.90 % |

|  | 2.10 % |

|  | 62.74 % |

|  | 37.26 % |

|  | 98.77 % |

|  | 1.23 % |

|  | 65.01 % |

|  | 34.99 % |

|  | 97.97 % |

|  | 2.03 % |

|  | 68.28 % |

|  | 31.72 % |

|  | 97.25 % |

|  | 2.75 % |

|  | 65.37 % |

|  | 34.63 % |

|  | 98.26 % |

|  | 1.74 % |

|  | 68.72 % |

|  | 31.28 % |

|  | 98.25 % |

|  | 1.75 % |

|  | 55.82 % |

|  | 44.18 % |

|  | 98.76 % |

|  | 1.74 % |

|  | 68.28 % |

|  | 31.72 % |

|  | 97.91 % |

|  | 2.09 % |

|  | 56.09 % |

|  | 43.91 % |

|  | 98.25 % |

|  | 1.75 % |

|  | 63.86 % |

|  | 36.14 % |

|  | 97.92 % |

|  | 2.08 % |

|  | 69.26 % |

|  | 30.74 % |

|  | 97.58 % |

|  | 2.42 % |

|  | 68.51 % |

|  | 31.49 % |

|  | 97.43 % |

|  | 2.57 % |

|  | 66.14 % |

|  | 33.86 % |

|  | 98.00 % |

|  | 2.00 % |

|  | 68.70 % |

|  | 31.30 % |

|  | 97.50 % |

|  | 2.50 % |

|  | 76.70 % |

|  | 23.30 % |

|  | 96.87 % |

|  | 2.13 % |